# Obodate
Obodate (em hebraico: עבדת‎; romaniz.: Avdat/Ovdat; em árabe: عبدة‎; romaniz.: Abdah) é uma das cidades do deserto do Negueve tidas como Patrimônio da Humanidade pela UNESCO em 2005. Encontra-se no deserto do Negueve e era um dos pontos estratégicos das rotas caravaneiras dos nabateus entre os séculos III a.C. e II d.C.. Em concreto se situava dentro da rota que unia Gaza com Petra.
Neste sítio arqueológico foi rodado o filme Jesus Cristo Superstar.